# 轉蛋

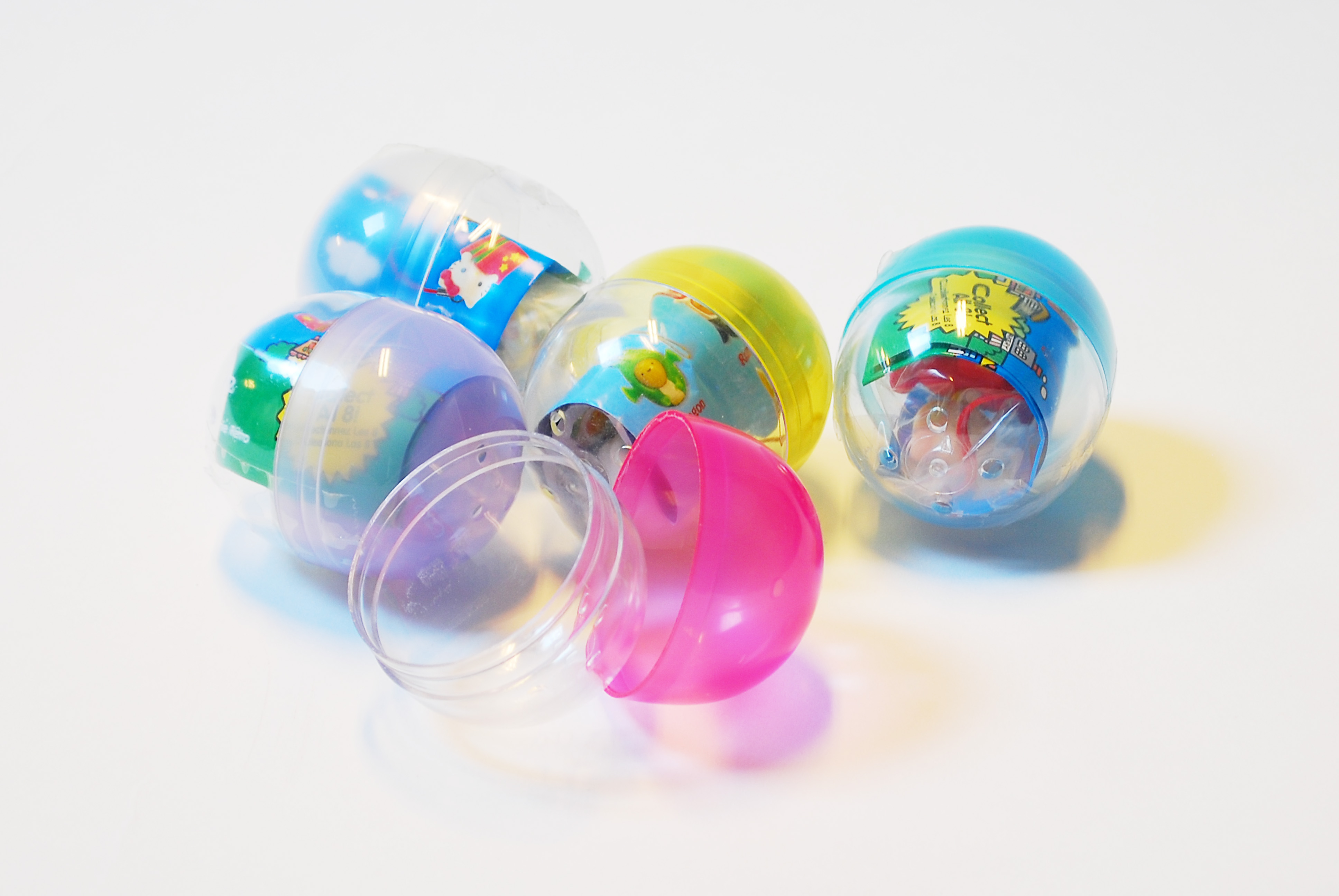
轉蛋

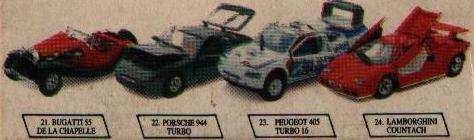
一款汽車玩具轉蛋說明書

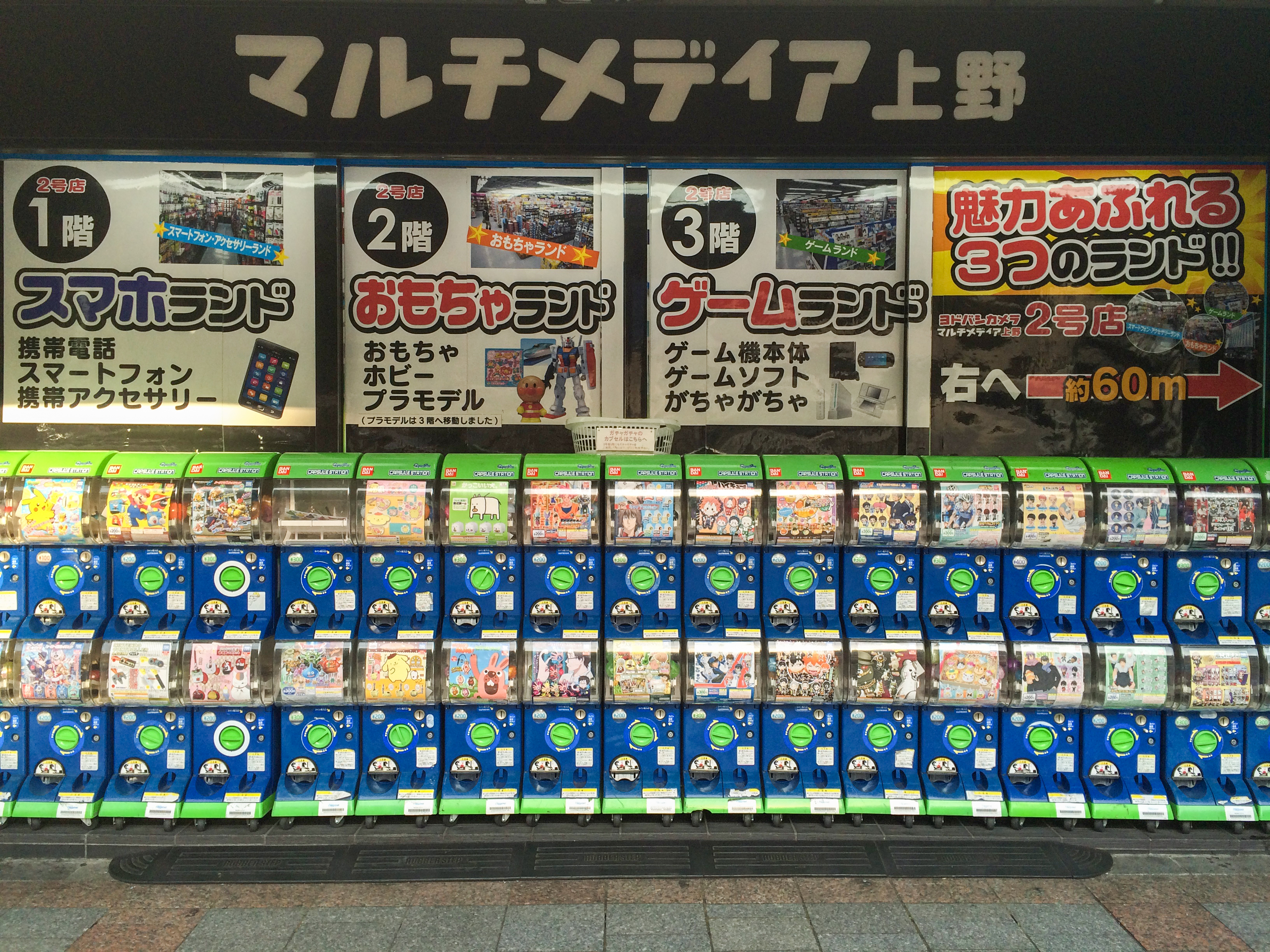
日本的轉蛋機

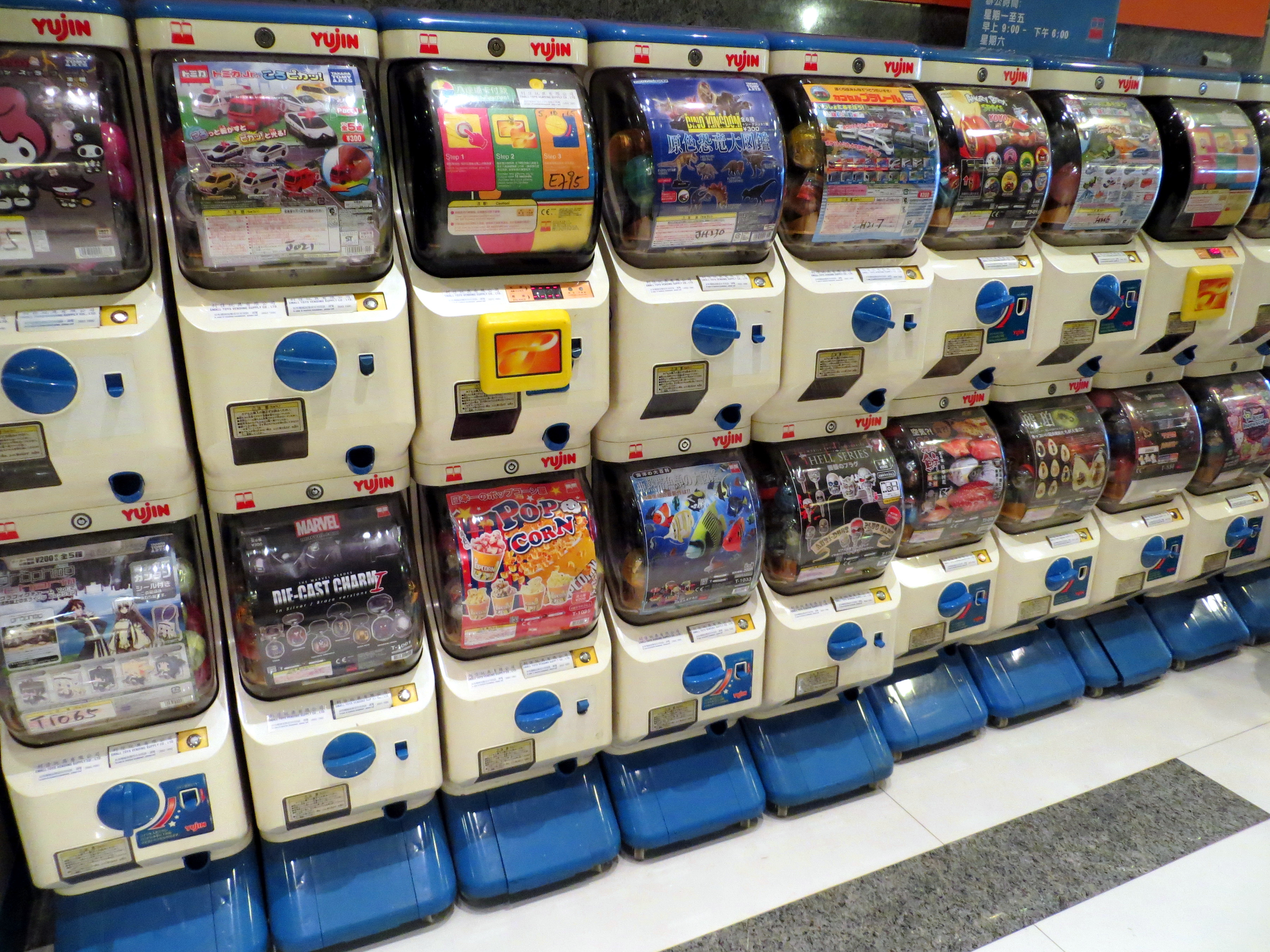
香港的扭蛋機，以八達通付款

轉蛋玩具（或稱转蛋）是一種小型自動販賣機，可以投入硬幣並轉動手把獲得裝有玩具的轉蛋。取出後的玩具亦稱轉蛋玩具。
根據時代、地區和製造商的不同而有各種名稱，例如 ガチャガチャGachagacha、ガチャポンGachapon、ガシャポンGashapon、ガチャGacha 和 ピーカップPeeCup等，但出於商標原因，它們都被稱為「轉蛋玩具」。

## 起源
此一概念最早源自美國，約於1920年起開始。剛開始是放在雜貨舖門口，裡面多是口香糖、零食，或是一些小玩具，外面並沒有塑膠蛋殼包裝。
後來這種販賣方式於1965年在日本開始出現，遂在日本發揚光大。一個轉蛋的典型內容是一個可以打開成兩半的塑膠蛋殼，在裡面裝有玩具和說明書。
其日文「ガチャガチャ」，就是得名於轉動转蛋機上的旋鈕時所發出的聲音。

## 玩法
轉蛋玩具通常是根據一些流行於日本漫畫、電玩、動畫裡面的角色而製成。轉蛋會放在一台轉蛋機裡面，將錢投入機器中後，用手去旋轉開關，一個轉蛋就會掉下來。大部分轉蛋會出成一個系列，每個系列通常會有6到十幾種玩具不等。
此外，许多转蛋都是部分透明的，让顾客可以看到里面的东西，但有些转蛋不是透明的，里面的东西是秘密的。这些机器的操作方法是先将硬币插入投币口，然后旋转控制杆来分配产品。自动售货机根据接受的硬币类型和数量而有所不同，例如10日（约10美分）、50日元、100日元、两个100日元和500日元。这些价格基于机器出售的转蛋内所含商品的价值。此外，有些型号使用单独出售的特殊奖牌代币来代替硬币。2019年，万代开始安装可以接受电子支付的智能转蛋机。
當消費者旋轉轉蛋機時，無法決定掉下來的玩具是否是那個系列中最想要的，因此整套齊全的轉蛋如果出賣的話，可以賣到比原價更高的價格。由於轉蛋的汰換速度很快，有些收集轉蛋的玩家會先將轉蛋保留幾年之後再賣出，通常也會賣到更高的價格。

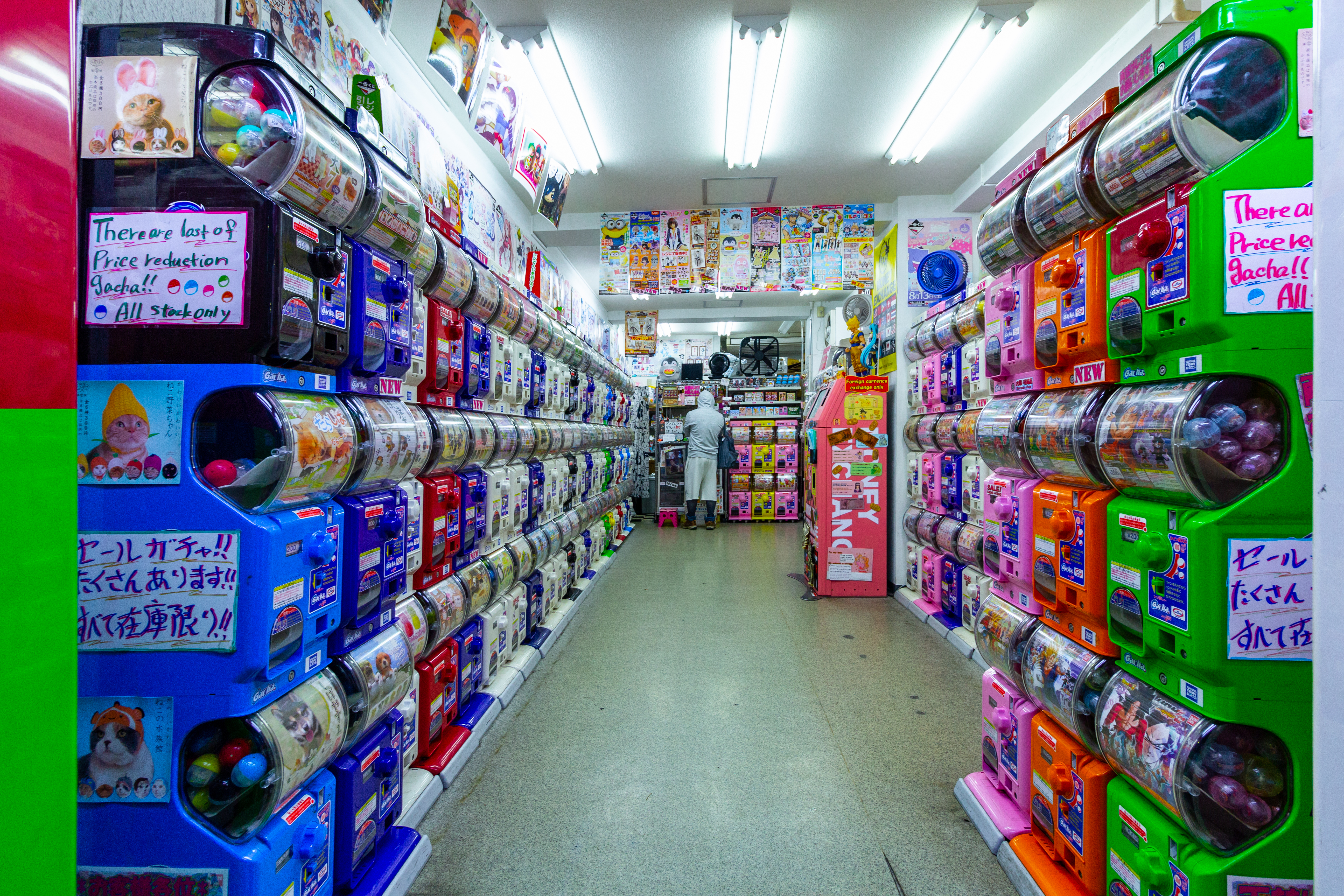
位于秋叶原的转蛋店

轉蛋說明書上通常會有整套玩具系列的圖片，以及注意事項、版權聲明或廣告等等。有些代理公司會用一些遊戲裡面比較珍貴的東西來吸引大家去買點卡去轉蛋。

## 历史
转蛋自动售货机起源于美国发明的小型口香糖球贩卖机。后来，转蛋自动售货机扩展到销售装在胶囊形容器中的小玩具。这种趋势在美国流行起来。1965年，转蛋自动售货机从美国出口到日本，并在1970年代传遍了日本全国。

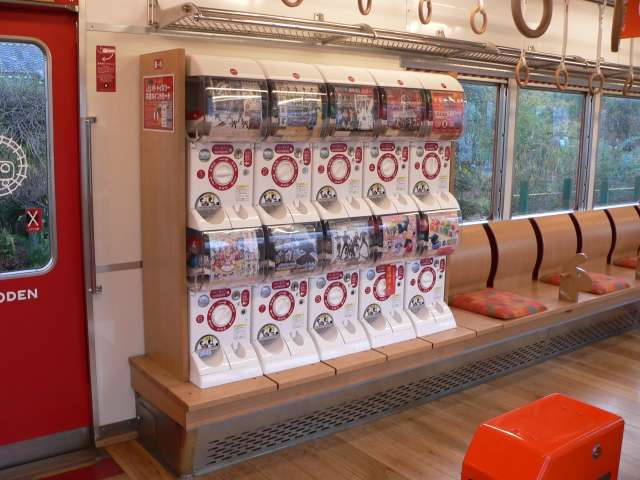
和歌山电铁车厢内的转蛋机

随着越来越多的制造商进入市场，转蛋机的受欢迎程度不断增长，尤其是除了原创玩具外，还推出
了授权角色主题商品。它们经常安装在糖果店和超市，并且一个地方通常会有多台机器。随着收藏品人偶的流行，转蛋机的种类也大大增加。自2000年代以来，出现了专门经营数十台甚至上百台转蛋机的专卖店。此外，它们还经常安装在旅游景点，提供当地的纪念品和商品。

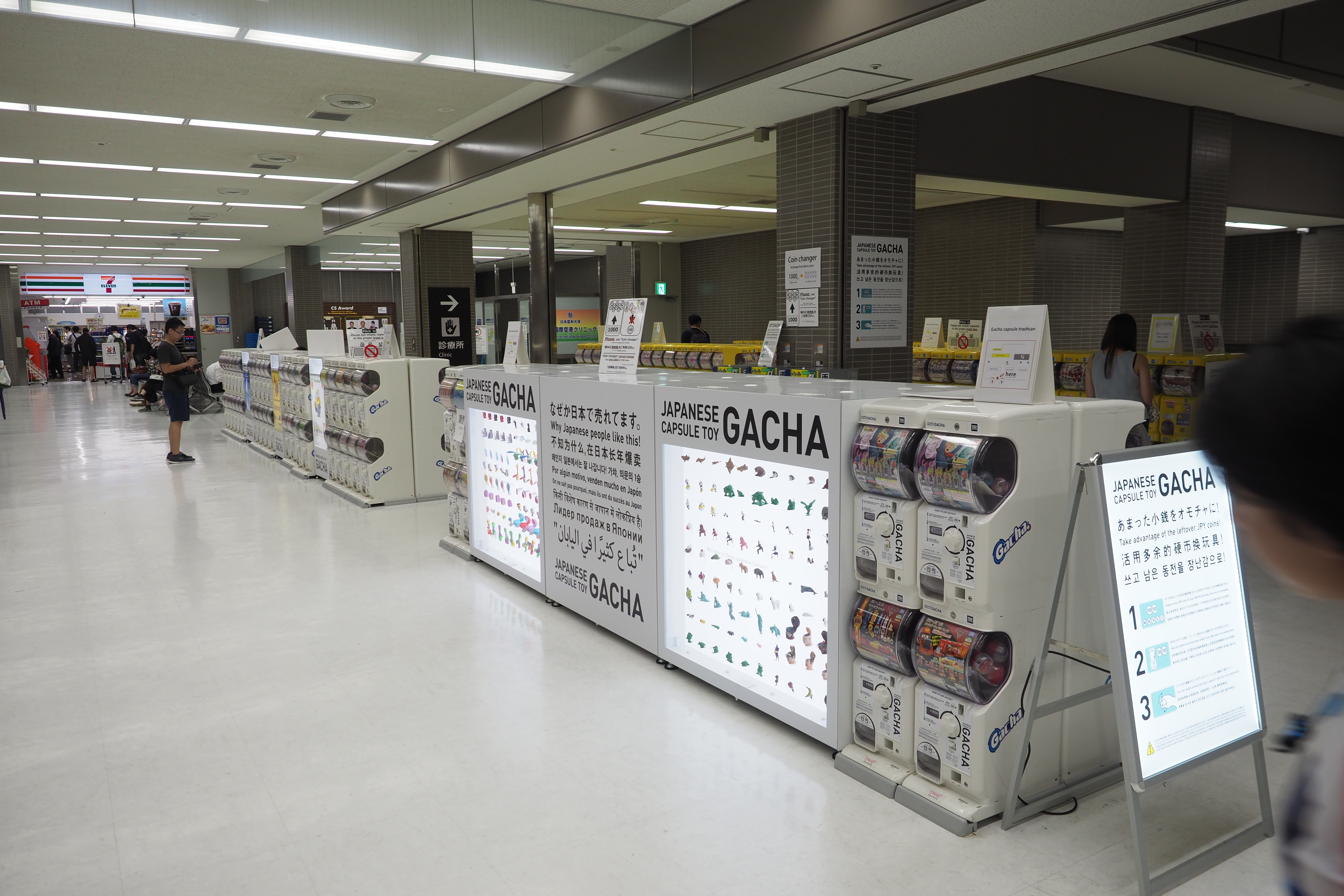
成田国际机场中排列整齐的转蛋机

安装这些机器的独特地点包括和歌山电铁的玩具火车车厢以及西日本旅客铁道的观光绿色循环巴士。此外，特别是在新冠疫情之前，它们还安装在有许多国际航班的机场的出发大厅，例如成田机场和关西
机场。由于外币兑换通常仅限于纸币，因此这些胶囊自动售货机被战略性地放置，以便旅行者可以使用无法兑换的100日元和500日元硬币来购买纪念品。
进入2020年代，成年人开始通过收集转蛋玩具来表达对昭和怀旧
的怀念。

## 类似自动售货机
有些自动售货机需要投币并转动转盘才能购买转蛋中未包含的物品。例如口香糖球、超级球和交易卡（尤其是那些被称为Carddass的）。还有其他类型的自动售货机需要投币，就像普通的自动售货机一样。这些盒装玩具机带有拉杆等机制，儿童游乐设施、游戏机（保证奖品价值相同），过去甚至还有真人大小的英雄人物机器（胶囊分发时播放主题音乐）。

## 胶囊内容

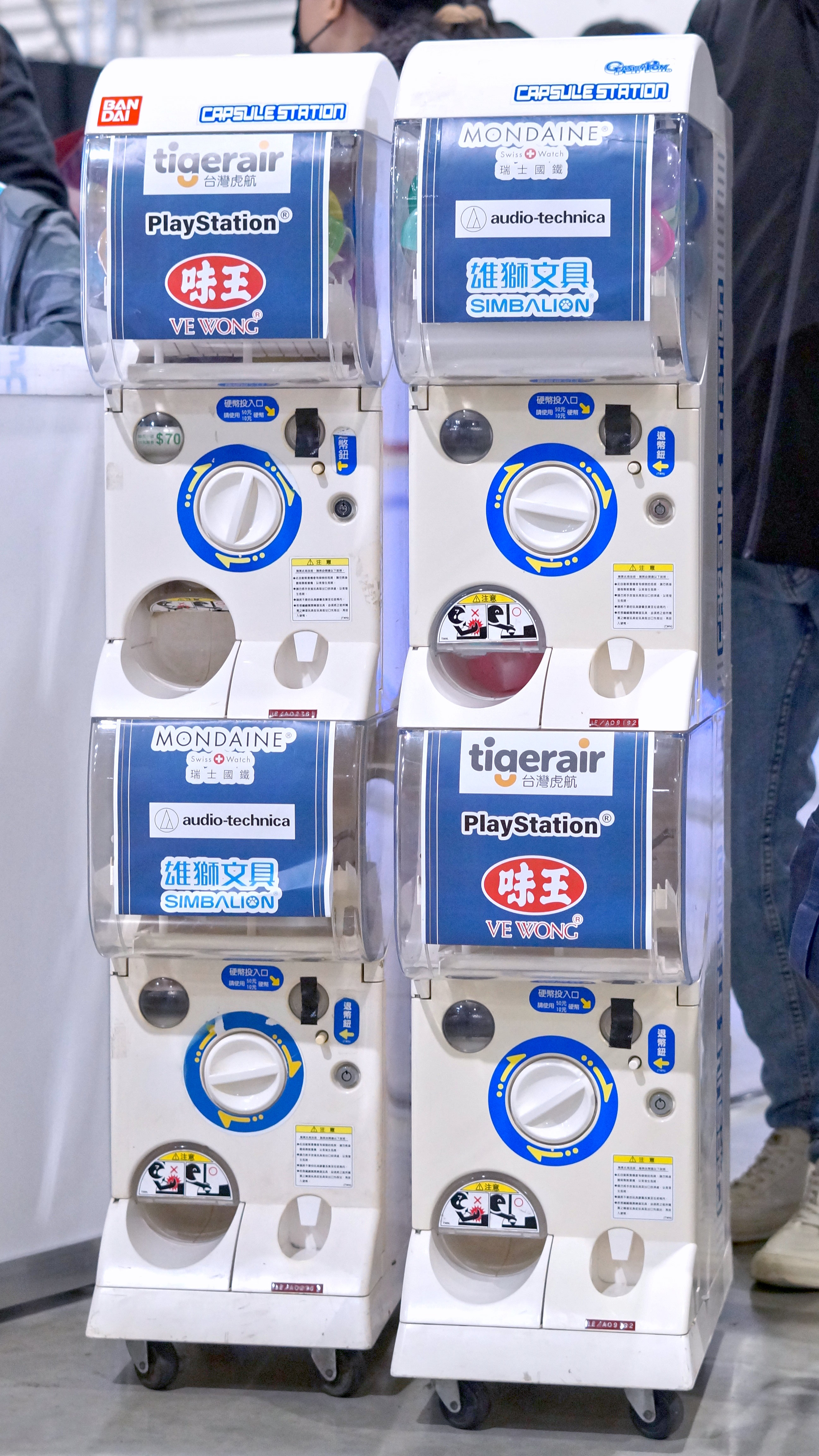
日本Ichiban的万代转蛋站

过去，转蛋主要面向幼儿园至小学中学生销售，类似于日本早期胶转蛋制造商（如 Value Merchandise（日商贸易）和 Cosmos）生产的产品。例如，有基于热门商品和人物的橡皮擦，如超级跑车、怪兽、金肉人、超级变形高达或其他动漫人物以及职业摔跤手。（不过，大多数时候这些“橡皮擦”只是PVC橡胶玩偶，实际上无法擦除。）此外，还有一些机器有机会派发太大或太贵重而无法直接放入胶囊的特殊奖品。在这种情况下，机器会派发一个中奖转蛋（或装在转蛋内的中奖票），可以在商店兑换奖品。对于非中奖物品，通常会有参与奖，如格力高 (Glico)的奖金（类似于以前美国麦片盒中常见的小玩具）。随后，万代的Gashapon HG 系列等产品帮助转蛋玩具在社会上获得了认可Yujin等其他公司也加入其中，导致众多系列成为非常成功的商品平台。自1990年代末以来，市场不仅扩大到儿童，还包括年龄较大的群体，商品质量也得到了提高（由于质量更高，价格略有上涨）。自2010年以来，价格上涨的主要原因是中国制造成本上升。虽然有许多基于电视剧、漫画、动画和游戏的小众和怪异产品，但也有各种各样的物品，从传统的儿童玩具到现实和超现实的玩具。
此外，随着社会对促进青少年健康成长的意识不断增强，企业也自发实施自我监管，参照各国年龄限制列表中的相关制度，将含有武器或不适宜人物形象的产品限制在15岁及以上。然而，多数贩卖机尚未配备年龄验证机制，未满年龄的儿童仍可购买此类商品，因此引发了与成人杂志贩卖机类似的社会关注。
自21世纪以来，一些设置在旅游区和特定地区的转蛋机开始将限量版产品（别针、吊带、束口袋、优惠券等）作为当地特色商品出售。 日本航空(JAL) 此前也曾推出过内含退役飞机零件的限量版转蛋玩具。
由于这种销售形式的性质，买家无法选择他们想要的特定商品。相反，他们经常与他人交换重复的商品以收集全套商品。由于这种做法，这些类型的玩具有时被称为交易玩具或交易人物，类似于可收藏的食品玩具等商品，客户也无法选择其中的内容。

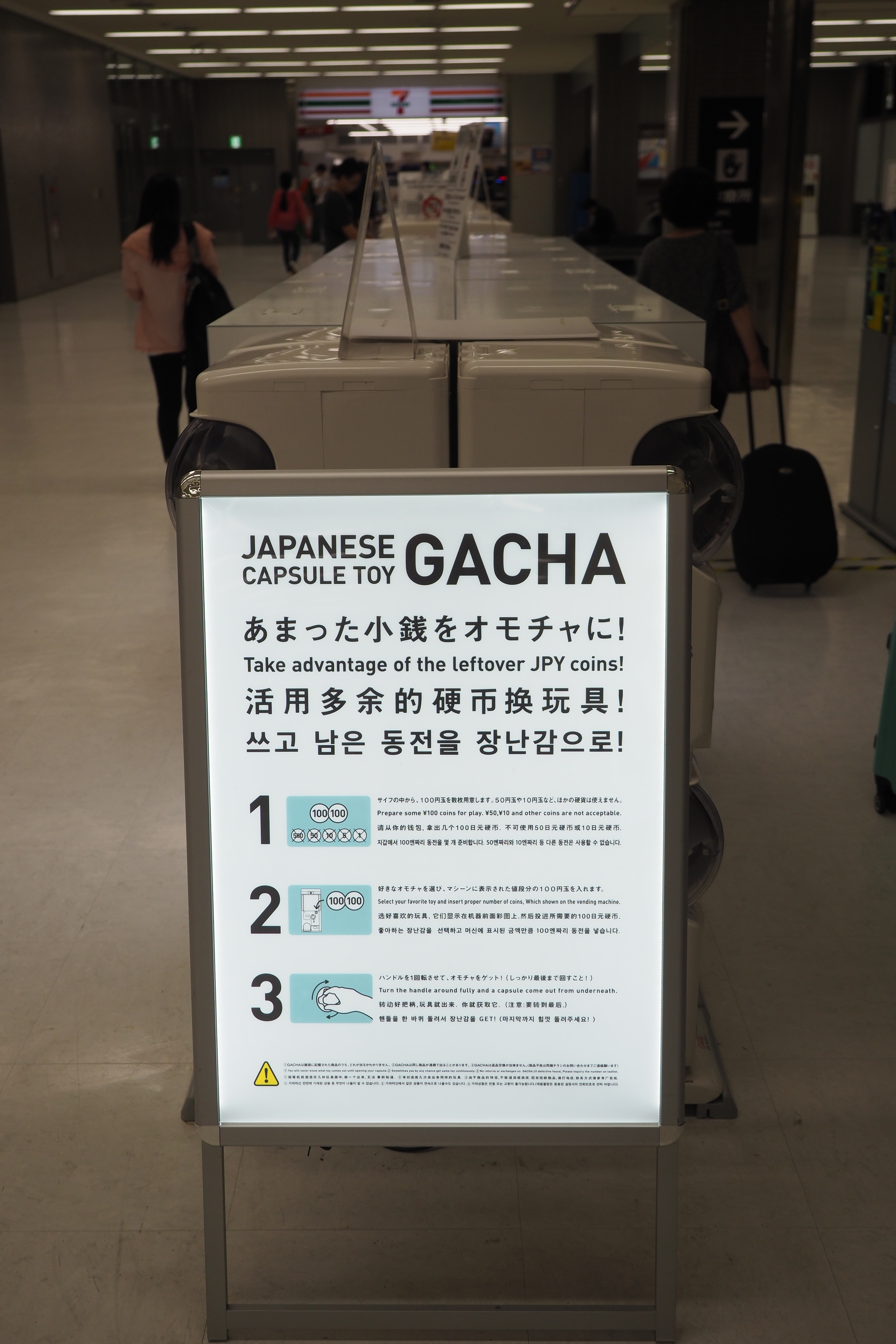
用零钱买玩具！

## 衍生现象
源于前文提到的随机销售系统，即购买的物品在分发前不予透露，电子游戏，尤其是社交网络游戏，也开始以这种彩票式的销售方式出售非实体的游戏内物品和角色。这些游戏类型和互联网上的其他系统通常被称为XYZ-gacha，其中XYZ由avatar、item、complete和其他产品名称等词语替代。后来，出现了有关该系统类似赌博的成瘾性以及过高收费的问题，法规要求披露成本和收费之间的加价百分比。类似的系统在英文中被称为战利品箱，指的是电子游戏中玩家可以从中获得随机虚拟物品的容器或盒子。
2020年代，作为衍生的青少年语言、俚语和网络术语，还有一种叫XYZ 转蛋（例如父母转蛋、儿童转蛋、身高转蛋、脸转蛋、工作分配转蛋等）的术语，表示个人无法选择自己的道路，他们的生活由既定的东西决定（或已经被决定）的情况。

## 外部連結
- 發行公司
  - 萬代
  - 帕布雷斯特
  - kaiyodo （页面存档备份，存于）
  - medicomtoy
  - unifive （页面存档备份，存于）
  - sanrio
  - yujin （页面存档备份，存于）
  - 森永
  - junplanning

- 上市情報
  - 日本最新上市情報